# Koeneniodes spiniger
Koeneniodes spiniger är en spindeldjursart som beskrevs av Filippo Silvestri 1913. Koeneniodes spiniger ingår i släktet Koeneniodes och familjen Eukoeneniidae. Inga underarter finns listade i Catalogue of Life.